# Nombres de la sort d'Euler
En teoria dels nombres, un nombre de la sort d'Euler és un nombre enter positiu n tal que {\displaystyle m^{2}-m+n} és un nombre primer per tot nombre {\displaystyle m=0,...,n-1}.
Leonhard Euler va publicar el polinomi x² − x + 41 que produeix nombres primers per tots els valors enters de x del 0 al 40. Òbviament, quan x pren el valor de 41, el valor no pot ser primer, ja que és divisible per 41. Només existeixen 6 nombres que compleixin aquesta propietat, tots ells nombres primers:
2, 3, 5, 11, 17, 41
Aquests nombres no estan relacionats amb els nombres de la sort, atès que els nombres de la sort són una sèrie infinita de nombres.